# Mercury Turnpike Cruiser
Der Mercury Turnpike Cruiser war ein vom US-amerikanischen, zum Ford-Konzern gehörenden Automobilhersteller Mercury von 1956 bis 1958 hergestelltes Modell der dortigen full size-Klasse (obere Mittelklasse).

## Modellgeschichte
Der Turnpike Cruiser fungierte im Modelljahr 1957 als Mercury-Spitzenmodell und zeichnete sich durch ein besonders extravagantes Design und ungewöhnliche Ausstattungsmerkmale aus, welche teilweise auf das XM Turnpike Cruiser Concept-Car von 1956 zurückgehen. Angeboten wurden ein zweitüriges Hardtop-Coupé, eine viertürige Hardtop-Limousine und ein Cabriolet. Bei der Limousine ließ sich die Heckscheibe teilweise elektrisch versenken. Am vorderen Dachrand befanden sich Lufthutzenattrappen und eine Antennenattrappe, die Auskehlungen in den hinteren Kotflügeln wurden durch goldfarbene Ziereinsätze ausgefüllt. Angetrieben wurde der Turnpike Cruiser von einem Sechsliter-V8.
Im Modelljahr 1958 waren die Turnpike Cruiser-Modelle zwar, mit Ausnahme des Cabriolets, weiterhin lieferbar, stellten aber keine eigene Baureihe mehr dar, sondern gehörten der Montclair-Serie an; das neue Mercury-Spitzenmodell war der Park Lane. Der Motor wurde auf 7 Liter vergrößert und leistete nun 365 SAE-PS (268 kW). 
Danach wurde der Turnpike Cruiser ersatzlos gestrichen.
Stückzahlen (Modelljahre):
- 1957: 16.861
- 1958: 6.407